# Johann Nepomuk von Kolb

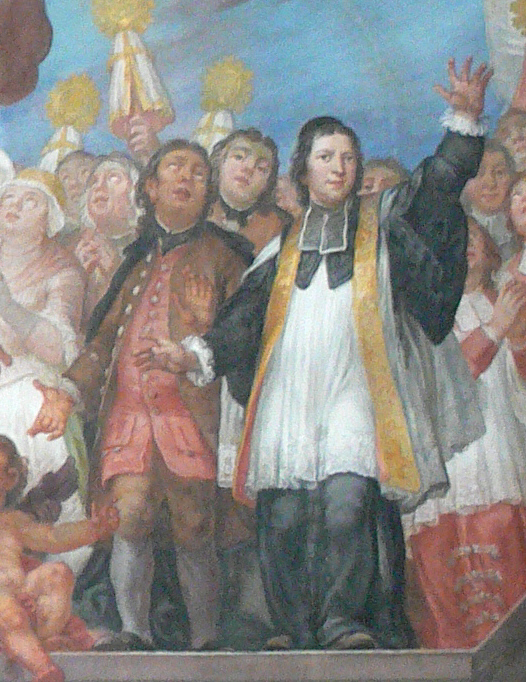
Johann Nepomuk von Kolb. Deckenfresko von Andreas Brugger im Mittelschiff der Pfarrkirche St. Verena in Bad Wurzach

Johann Nepomuk von Kolb (* 14. Januar 1726; † 1799 in Wurzach) war ein deutscher römisch-katholischer Theologe, Stadtpfarrer von Wurzach und Dekan des Wurzacher Landkapitels.

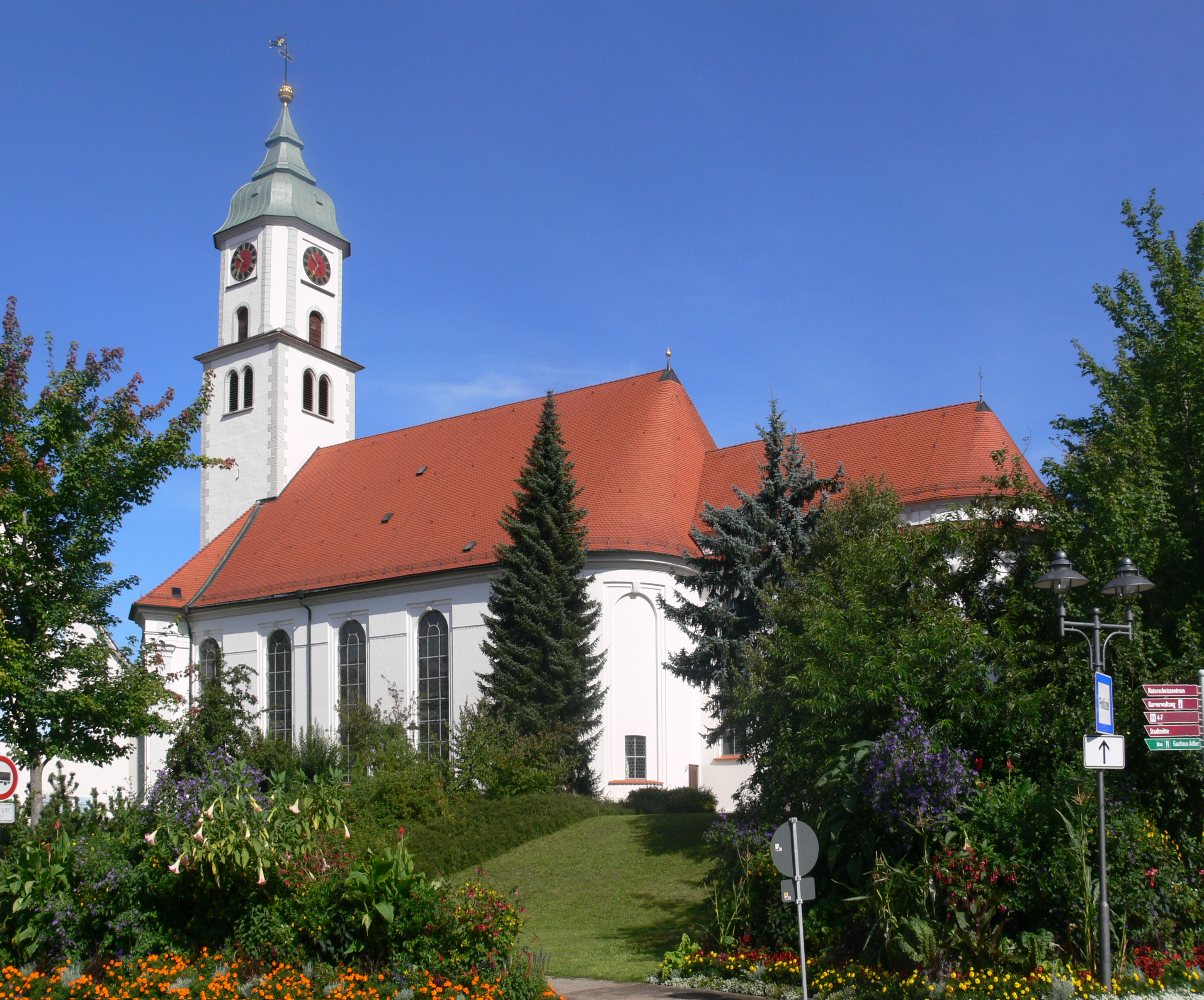
Pfarrkirche St. Verena in Bad Wurzach

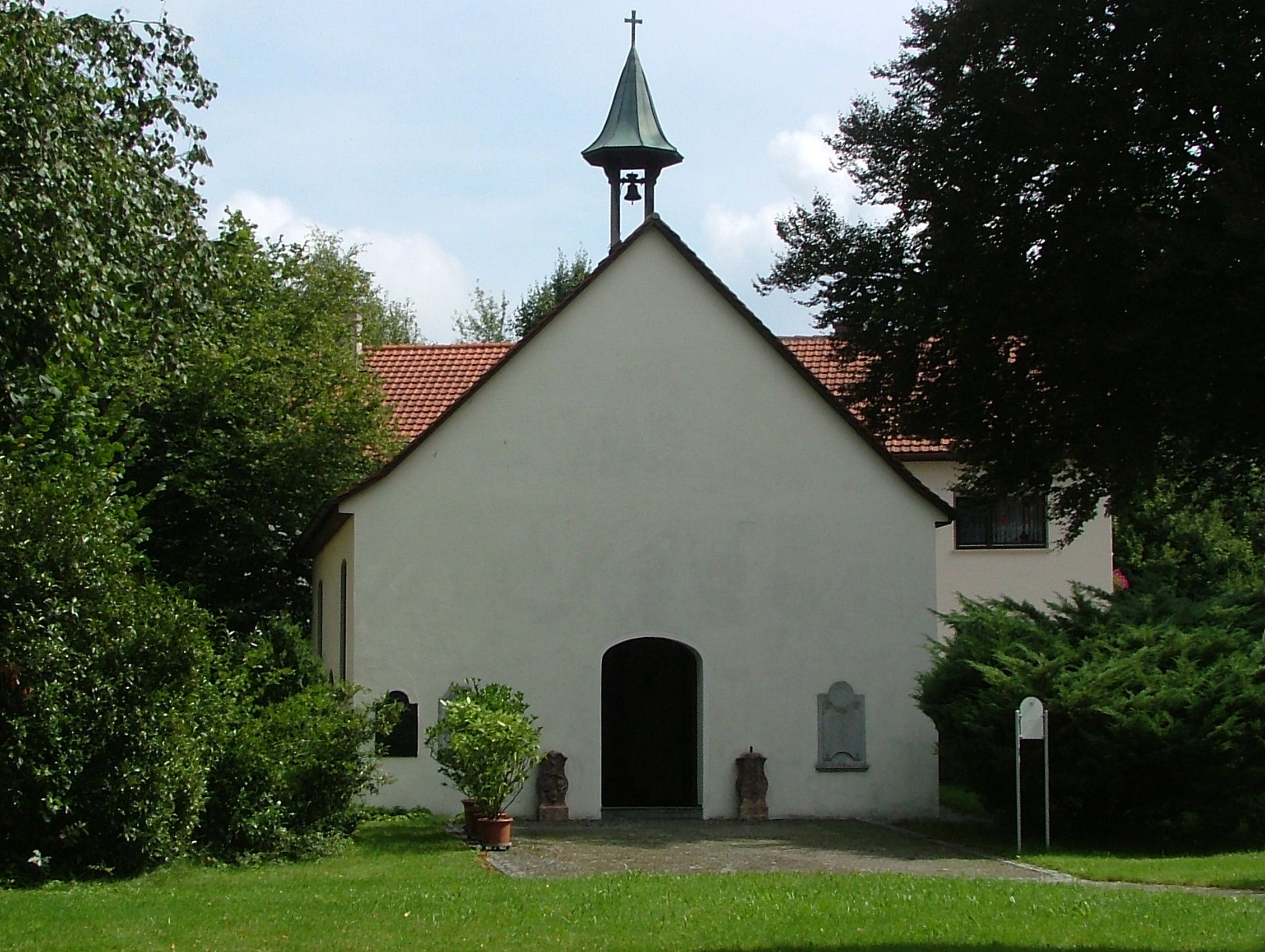
Seelenkapelle in Bad Wurzach

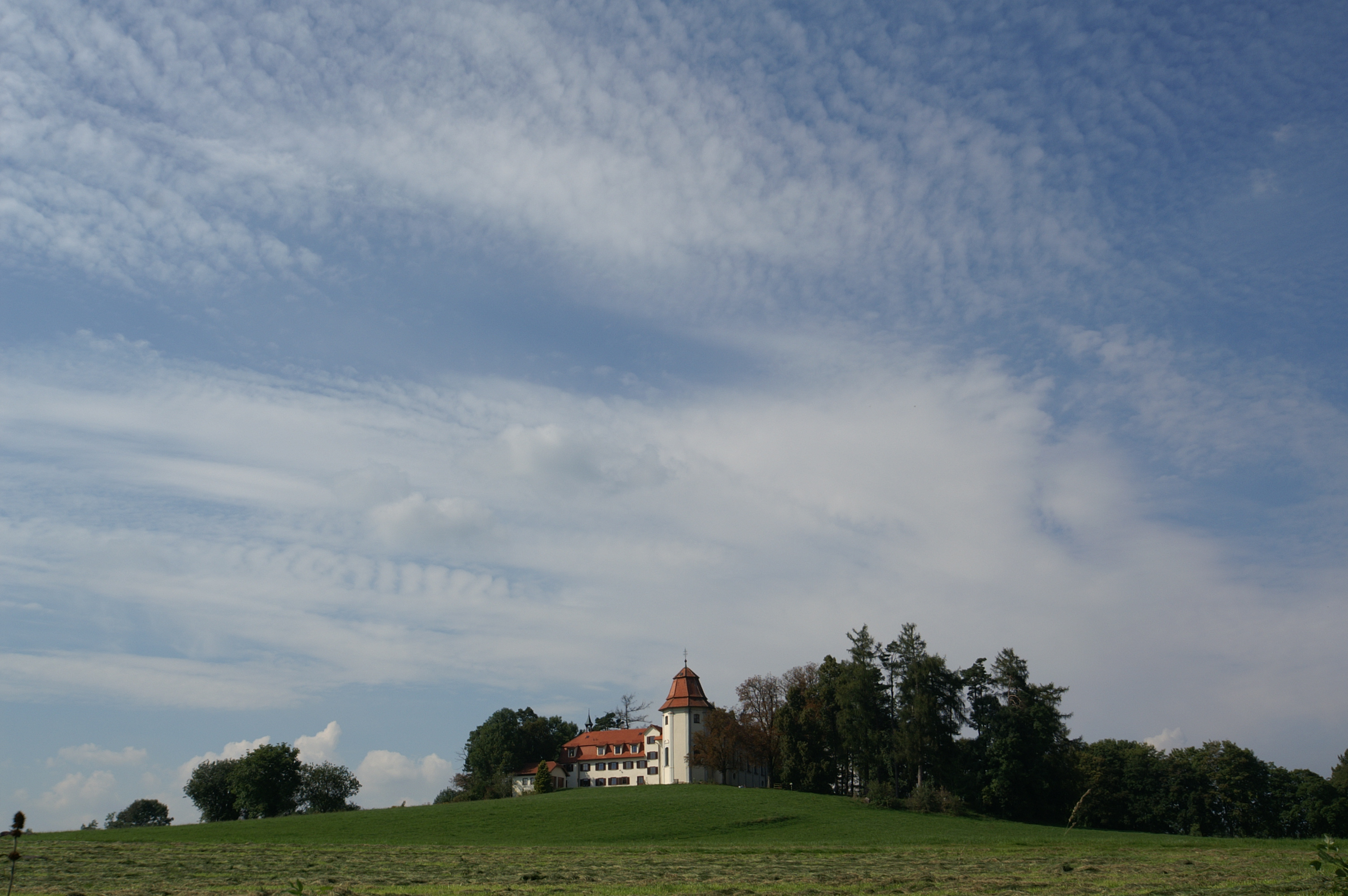
Gottesberg Bad Wurzach

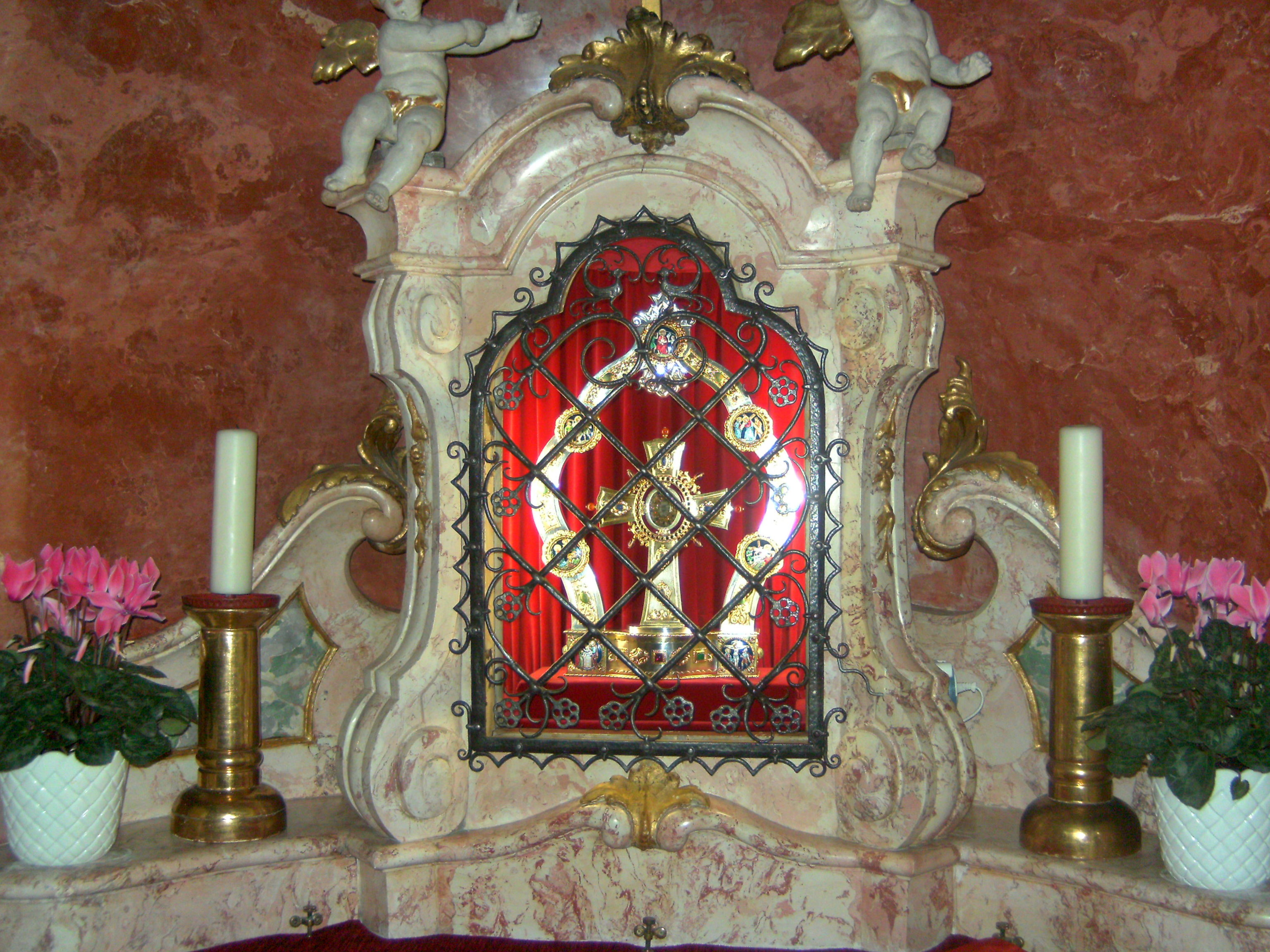
Wurzacher Heilig-Blut-Reliquiar

## Leben
Der promovierte Theologe Johann Nepomuk von Kolb war von 1748 bis 1750 Pfarrer in Wilflingen, ab 1750  Propst im Collegienstift zu Zeil. Später wurde er Fürstbischöflicher Constanzischer Geheimer Geistlicher Rat und wirkte ab 1756 als Kapitels- und Landdekan sowie Stadtpfarrer in der reichsgräflichen truchsessischen Stadt Wurzach.
Die angeblich aus dem Privatbesitz von Papst Innozenz XII. stammende und im Jahr 1764 aus dem Nachlass des Paulanerbruders Theophilus Maria Miller de Malkowitz (1699–1763) auf den Gottesberg gekommene Heiligblutreliquie, die sich zu dieser Zeit noch in einer goldenen Kapsel befand, die man um den Hals tragen konnte, ließ Johann Nepomuk von Kolb in eine vergoldete barocke Strahlenmonstranz einsetzen und erteilte mit ihr an den Fastenfreitagen und am Titularfest den Segen. Zur damaligen Zeit pilgerten daraufhin ganze Pfarreien mit ihren Wallfahrern nach Wurzach, um die durch diese Maßnahme eröffnete Gelegenheit zu nutzen, die Reliquie am Gottesdienstende des Heilig-Blut-Festes küssen zu können. Im Jahr 1774 ließ Johann Nepomuk von Kolb in Wurzach mit Mitteln aus seinem Privatvermögen die Seelenkapelle und in den Jahren von 1775 bis 1777 vom Wurzacher Baumeister und Bildhauer Johann Jakob Willibald Ruez (1728–1782) die römisch-katholische Pfarrkirche St. Verena errichten.
Am 21. September 1789 wurde Johann von Kolb mit dem akademischen Beinamen Eubulus III. unter der Matrikel-Nr. 894 als Mitglied in die Kaiserliche Leopoldinisch-Carolinische Akademie der Naturforscher aufgenommen.
Johann Nepomuk von Kolb wurde 1799 in der Gruft der Seelenkapelle in Wurzach bestattet.